# Anaerococcus octavius
Anaerococcus octavius è una specie di batterio appartenente alla famiglia delle Peptostreptococcaceae.